# Контрекер (Квебек)
Контрекер (фр. Contrecoeur) је град у Канади у покрајини Квебек. Према резултатима пописа 2011. у граду је живело 6.252 становника.

## Становништво
Према резултатима пописа становништва из 2011. у граду је живело 6.252 становника, што је за 10,1% више у односу на попис из 2006. када је регистровано 5.678 житеља.
| 2006. | 2011. |
| ----- | ----- |
| 5.678 | 6.252 |